# رناتا مائوئر
رناتا مائوئر (انگلیسی: Renata Mauer؛ زادهٔ ۲۳ آوریل ۱۹۶۹) تیرانداز اهل لهستان است.